# Sisyrinchium macrocarpum
Sisyrinchium macrocarpum là một loài thực vật có hoa trong họ Diên vĩ. Loài này được Hieron. miêu tả khoa học đầu tiên năm 1881.